# دون ماكليود
دون ماكليود (2 مارس 1947 في جنوب أفريقيا - ) (بالإنجليزية: Donald MacLeod)‏ هو شخصية أعمال ولاعب كريكت جنوب أفريقي.

## وصلات خارجية
- دون ماكليود على موقع إي آس بي آن كريك إنفو (الإنجليزية)